# 阿才與鳳社
阿才與鳳社，是邵族傳說中的一對夫妻，兩人為了在狩獵時向對方傳達訊息，在神明的指示下發明了杵歌。

## 傳說
阿才和鳳社從小就分別失去了自己的父親和雙親，因此他們兩家住在一起、由阿才的母親織布換米來度日。到了十八歲後，兩人準備結婚，可是當時卻發生了乾旱，野生動物稀少、無法準備聘禮或婚宴，阿才的母親還因為飢餓而生病了，阿才因此固執地深入山中打獵，還聲明沒打到鹿的話就不回來，結果一去過了半個多月都不見蹤影，母親的並也更加嚴重，鳳社焦急之下只能抱著母親哭。
而在這時，門外出現了一隻公雞，牠自稱自己是天上神明派來幫助他們的使者，只要鳳社用自己交給她的長杵往石臼裡搗（兩個物品都是從月亮拿來的），並唱起快樂的歌，他們就會有米吃，而且阿才也會回來，鳳社半信半疑之下照做，石臼裡真的出現了白米，她先將白米煮成粥給阿才的母親吃後，又再度敲響石臼呼喚阿才，此時阿才在山中甚麼獵物也沒獵到，筋疲力盡，就算眼前出現一隻鹿也無力再追了，但他這時聽到了鳳社的杵歌，身體裡又湧出了力量，上前追上鹿赤手空拳打死牠，最後終於回到了家裡，並且用鹿換了七顆瑪瑙珠送給鳳社當聘禮。
從此以後，一家人變不愁吃穿地生活下去，而族人們也開始模仿他們，杵歌便逐漸在邵族裡流傳開來。

## 其他版本
另有版本的傳說認為，杵歌是邵族婦女為了向打獵中的男性通知家裡平安的信號。